# Рејмонд (Ајова)
Рејмонд (енгл. Raymond) град је у америчкој савезној држави Ајова. По попису становништва из 2010. у њему је живело 788 становника.

## Демографија
Према попису становништва из 2010. у граду је живело 788 становника, што је 251 (46,7%) становника више него 2000. године.
| Група             | 2000.       | 2010.       |
| Белци             | 524 (97,6%) | 761 (96,6%) |
| Афроамериканци    | 0 (0,0%)    | 7 (0,9%)    |
| Азијати           | 0 (0,0%)    | 4 (0,5%)    |
| Хиспаноамериканци | 9 (1,7%)    | 8 (1,0%)    |
| Укупно            | 537         | 788         |